# Christl Haas
Christl Haas, avstrijska alpska smučarka, * 19. september 1943, Kitzbühel, † 8. julij 2001, Manavgat, Turčija.
Nastopila je na olimpijskih igrah v letih Olimpijskih igrah 1964 in Olimpijskih igrah 1968, kjer je osvojila zlato in bronasto medaljo v smuku, olimpijske tekme so štele tudi za svetovno prvenstvo. Ob tem je postala svetovna prvakinja v smuku tudi leta 1962 ter podprvakinja v neolimpijski kombinaciji leta 1964. V svetovnem pokalu je tekmovala v sezonah 1967 in 1968 ter dosegla štiri uvrstitve na stopničke in tretje mesto v smukaškem seštevku za leto 1967. 